# Friedrich Majer
Pour les articles homonymes, voir Majer.
Friedrich Majer, né le 28 avril 1772 à Schleiz et mort le 15 mai 1818 à Gera, est un orientaliste allemand. 

## Biographie
Majer est le fils d'un prédicateur, plus tard pasteur à Tanna en Thuringe. À partir de 1781, il étudie à Iéna puis réside à Weimar de 1804 à 1805 où il est le précepteur de Heinrich LXII, futur prince de Reuß-Schleiz (de). ce qui l'amène à fréquenter les universités de Würzburg et Bamberg. En raison des guerres napoléoniennes, le Grand Tour du prince auquel Majer devait prendre part en tant que compagnon ne peut avoir lieu.
Élève de Johann Gottfried von Herder, ses études sur la culture populaire et en particulier les études religieuses font connaître la pensée hindouiste à Arthur Schopenhauer en 1813.

## Œuvres
- Geschichte der Ordalien: Insbesondere der gerichtlichen Zweikämpfe in Deutschland. Ein Bruchstück aus der Geschichte und den Alterthümern der deutschen Gerichtsverfassung. 1795. Reimpression photomécanique : Zentralantiquariat der DDR, 1970.
- Jajadeva. Gita-Govinda. Ein indisches Singspiel.. Verlag des Landes-Industrie-Comptoirs. Weimar 1802. (Traduction commentée de la version anglaise de W. Jones.)
- Briefe über das Ideal der Geschichte. Bohn, Lübeck 1796, Digitalisat.
- Zur Kulturgeschichte der Völker. Historische Untersuchungen. 2 Bände. Hartknoch, Leipzig 1798.
- Allgemeine Geschichte des Faustrechts in Deutschland. Band 1, Abtheilung 1–2 (mehr nicht erschienen[1]). Frölich, Berlin 1799.
- Bertrand Du Guesclin. Romantische Biographie. 2 Bände. Wilmanns, Bremen 1801–1802.
- Allgemeines Mythologisches Lexicon. Abtheilung 1, Band 1–2 (mehr nicht erschienen[2]). Landes-Industrie-Comptoir, Weimar 1803–1804.
- Chronik des Fürstlichen Hauses der Reussen von Plauen. auf Kosten des Verfassers, Weimar 1811.
- Mythologisches Taschenbuch, oder Darstellung und Schilderung der Mythen, religiösen Ideen und Gebräuche aller Völker. Nach den besten Quellen für jede Classe von Lesern entworfen.  2 Jahrgänge. Verlag des Landes-Industrie-Comptoirs, Weimar 1811, 1813.
- Anonym: Vorschläge zur Güte bei der Wiederherstellung Deutschlands. Germanien (i. e.: Verlag des Landes-Industrie-Comptoirs, Weimar) 1814, Digitalisat bei Google-Books.
- Brahma oder die Religion der Inder als Brahmaismus. C. H. Reclam, Leipzig 1818, Digitalisat.
- Mythologische Dichtungen und Lieder der Skandinavier. Aus dem Isländischen der jüngern und ältern Edda übersetzt und mit einigen Anmerkungen begleitet. Cnobloch, Leipzig 1818.

## Source
- Christian Gottlieb Jöcher (Hrsg.): Allgemeines Gelehrten-Lexicon. Band 6  = Fortsetzung Band 3–7. Heyse, Bremen 1819.